# Waitin' on Sundown
Waitin' on Sundown è il terzo album in studio del duo di musica country statunitense Brooks & Dunn, pubblicato nel 1994.

## Tracce
1. Little Miss Honky Tonk – 3:00
2. She's Not the Cheatin' Kind – 3:27
3. Silver and Gold – 4:21
4. I'll Never Forgive My Heart – 3:20
5. You're Gonna Miss Me When I'm Gone – 4:52
6. My Kind of Crazy – 3:05
7. Whiskey Under the Bridge – 2:53
8. If That's the Way You Want It – 3:43
9. She's the Kind of Trouble – 3:00
10. A Few Good Rides Away – 3:49